# Faro di Ölüce
Il Faro di Ölüce (in turco Ölüce Feneri) è un faro costiero situato sulla costa anatolica del Mar Nero, su una scogliera a nord di Karadeniz Ereğli nella provincia di Zonguldak, in Turchia.
È gestito e mantenuto dall'Autorità per la sicurezza costiera (in turco Kıyı Emniyeti Genel Müdürlüğü) del Ministero dei trasporti e delle comunicazioni.

## Storia
Il faro fu installato nel 1863 dall'amministrazione ottomana dei fari sulla costa del Mar Nero, sul monte Kestaneci, un promontorio a circa 3 km a nord di Ereğli.

## Descrizione
Il faro è una torre rotonda in pietra bianca, alta 9 m, con un ballatoio e una lanterna, attaccata all'estremità di un corpo di guardia a un piano.
Il suo lampeggiante emette, ad un'altezza focale di 78 m, due brevi lampi bianchi di 0,5 secondi per un periodo di 10 secondi. La sua portata è di 15 miglia nautiche (circa 28 km). È dotato di un sistema di identificazione automatica (AIS).
Identificatori: ARLHS: TUR-044 (TR-10470) - Ammiragliato: N5826 - NGA: 19632.

## Caratteristica del fuoco marittimo
- Frequenza: 10 secondi (W-W)
  - Luce: 0,5 secondi
  - Oscurità: 2 secondi
  - Luce: 0,5 secondi
  - Oscurità: 7 secondi